# Церје (Албанија)
Церје (алб. Cerje) је насељено место у општини Пустец у округу Корча, Албанија. Према попису из 1989. године било је 297 становника.
Према бугарском географу и историчару, Василу Канчову, у Церју је 1900. године живело 120 Словена хришћана.